# Хівренко Віктор Іванович
Ві́ктор Іва́нович Хівре́нко (6 лютого 1935, Кривий Ріг — 1 лютого 1992, Запоріжжя) — український радянський живописець, член Спілки художників СРСР — 1973, член Національної спілки художників України. Заслужений художник УРСР (1989).
1967 року закінчив Краснодарський педагогічний інститут, учителі — Е. Кузьменко, Г. Кравченко.

## Твори
- «Хлібороби», 1969,
- «У роки війни» (1975).
- «Старий Дніпро» (1976).
- «До людей» (1977).
- «У мирні дні» (1980).
- «Будівельники» (1981).
- «Старший горновий Ванюхін», 1983.